# Śluzowanie

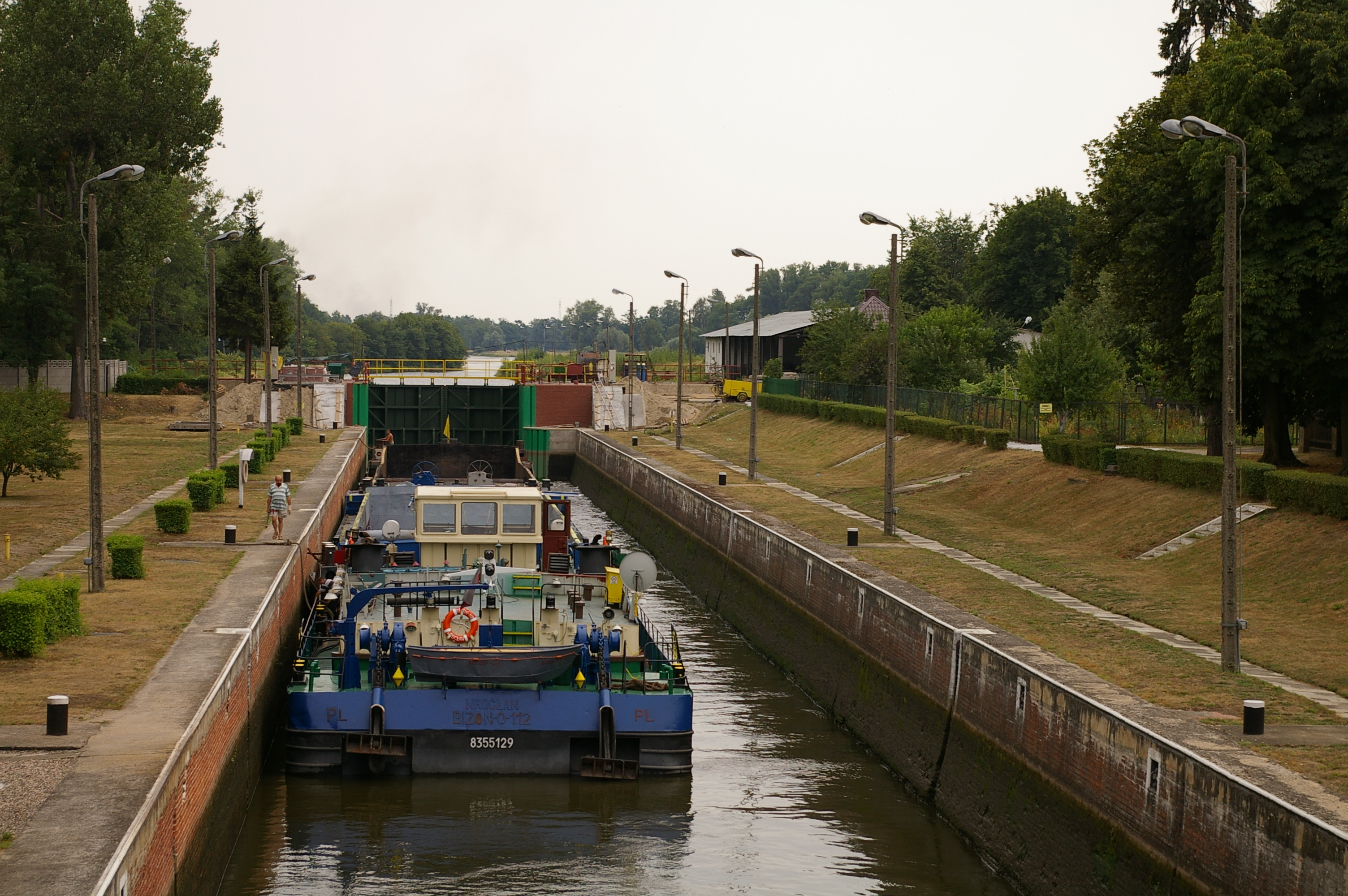
Barka podczas śluzowania
(Śluza Bartoszowice)

Śluzowanie to proces przejścia jednostki pływającej przez śluzę zlokalizowaną na drodze wodnej. Proces ten składa się z ciągu następujących po sobie czynności (operacji). Czas śluzowania jest sumą czasów wykonania poszczególnych czynności i przerw między ich wykonaniem. Ma on istotny wpływ na przepustowość szlaku wodnego, na którym położona jest określona śluza.

## Operacje procesu śluzowania

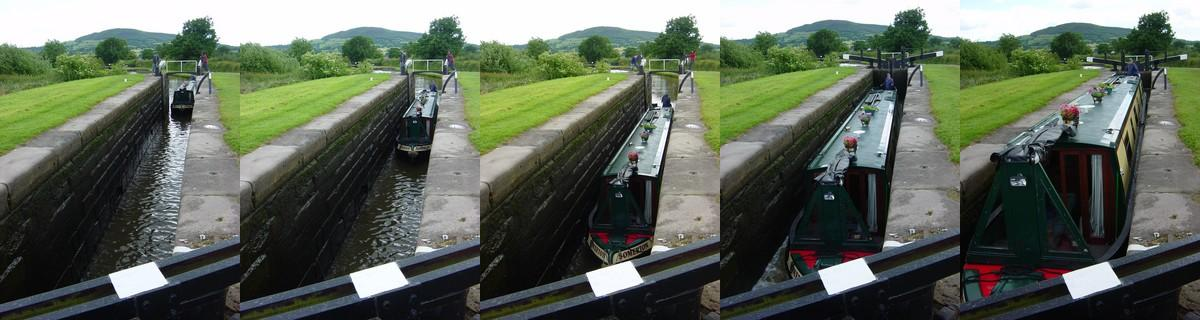
6. Wejście jednostki do śluzy

W procesie śluzowania można wyodrębnić następujące, zasadnicze operacje – czynności składowe:
1. zgłoszenie przybycia jednostki,
2. wejście jednostki do awanportu,
3. zacumowanie przy nabrzeżu postojowym lub innym urządzeniu postojowym (np. dalbie),
4. oczekiwanie na śluzowanie,
5. przygotowanie do przyjęcia jednostki (otwarcie zamknięcia, wyjście jednostki wcześniej śluzowanej, płynącej w kierunku przeciwnym),
6. wejście jednostki do komory śluzy,
7. zamknięcie wrót (lub innego zamknięcia komory śluzy),
8. napełnianie lub opróżnianie komory śluzy,
9. otwarcie wrót (lub innego zamknięcia komory śluzy),
10. wyjście jednostki z komory śluzy,
11. wyjście jednostki z awanportu.

## Czas śluzowania

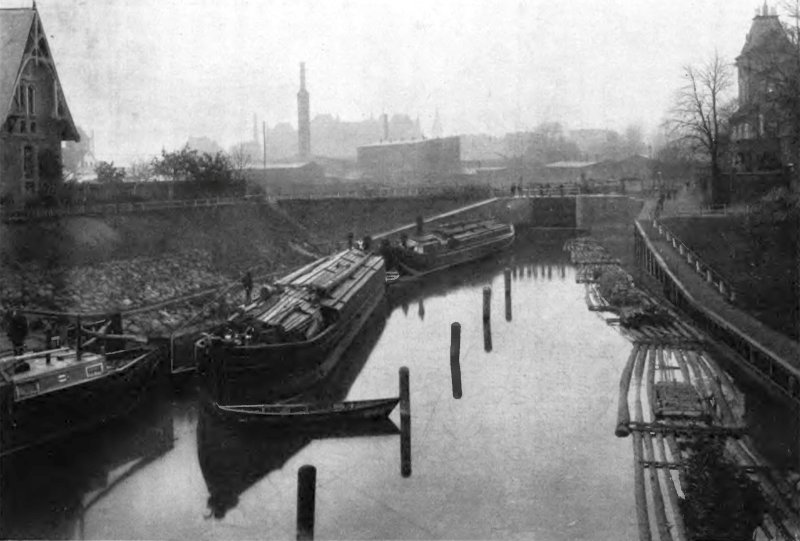
Postój w awanporcie
Śluza Miejska w Bydgoszczy

Czas potrzebny na śluzowanie jest sumą czasów poszczególnych czynności 1–11 i ewentualnych przerw między zakończeniem wykonania poprzedniej czynności a rozpoczęciem wykonania czynności następnej. Czasy wykonania pojedynczych operacji mogą być określone:
jednoznaczniedotyczy to czynności mechanicznych, mogą one być określone już na etapie projektowania śluzy, wynikają z przyjętych rozwiązań technicznych, czynności ze ściśle określonymi czasami wykonania to operacje 7, 8 i 9,
niejednoznaczniedotyczy to wszystkich pozostałych operacji, a więc operacji nr 1–6 i 10–11, czas wykonania tych czynności może być określony w postaci pewnej normy, dającej pewne uśrednienie, zależny jest od przepisów nawigacyjnych, aktualnych warunków, jak i umiejętności załogi danej jednostki i jednostki wychodzącej z komory śluzy, nie może więc być określony jednoznacznie, gdyż zależny jest od kilku czynników zmiennych.
Typowe czasy śluzowania to przedział czasowy od kilkunastu minut do jednej godziny, oczywiście bez uwzględnienia czasu oczekiwania na śluzowanie (postoju w awanporcie – czynność nr 4) i przerw w śluzowaniu nie wynikających z procesu samego śluzowania. Czas ten ma istotne znaczenie dla przepustowości drogi wodnej; w praktyce jednak jest istotny tylko dla dużego natężenia ruchu na danym szlaku wodnym.

## Przepustowość śluzy

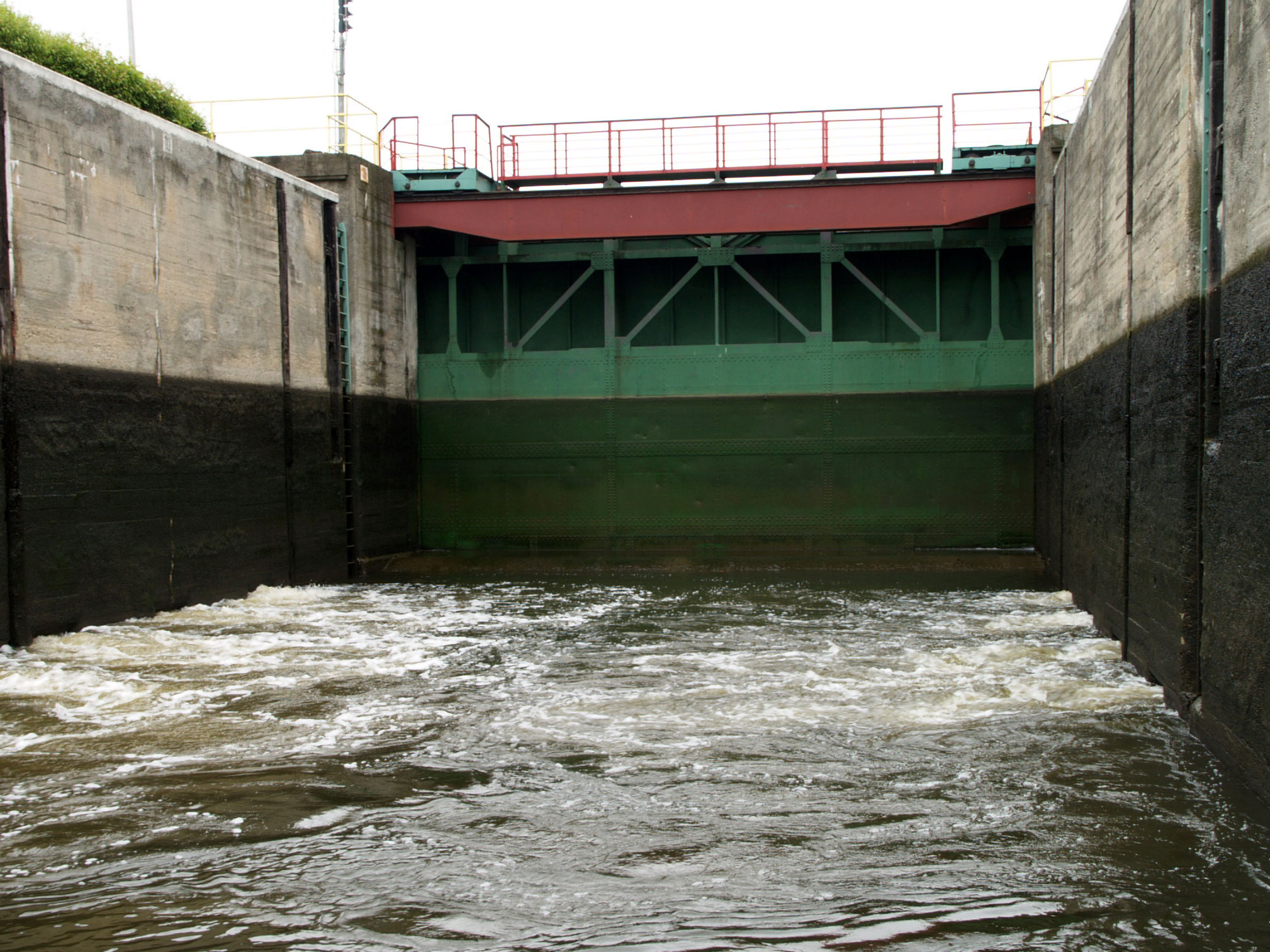
Napełnianie śluzy przez kanały obiegowe
śluza na Kanale Żerańskim

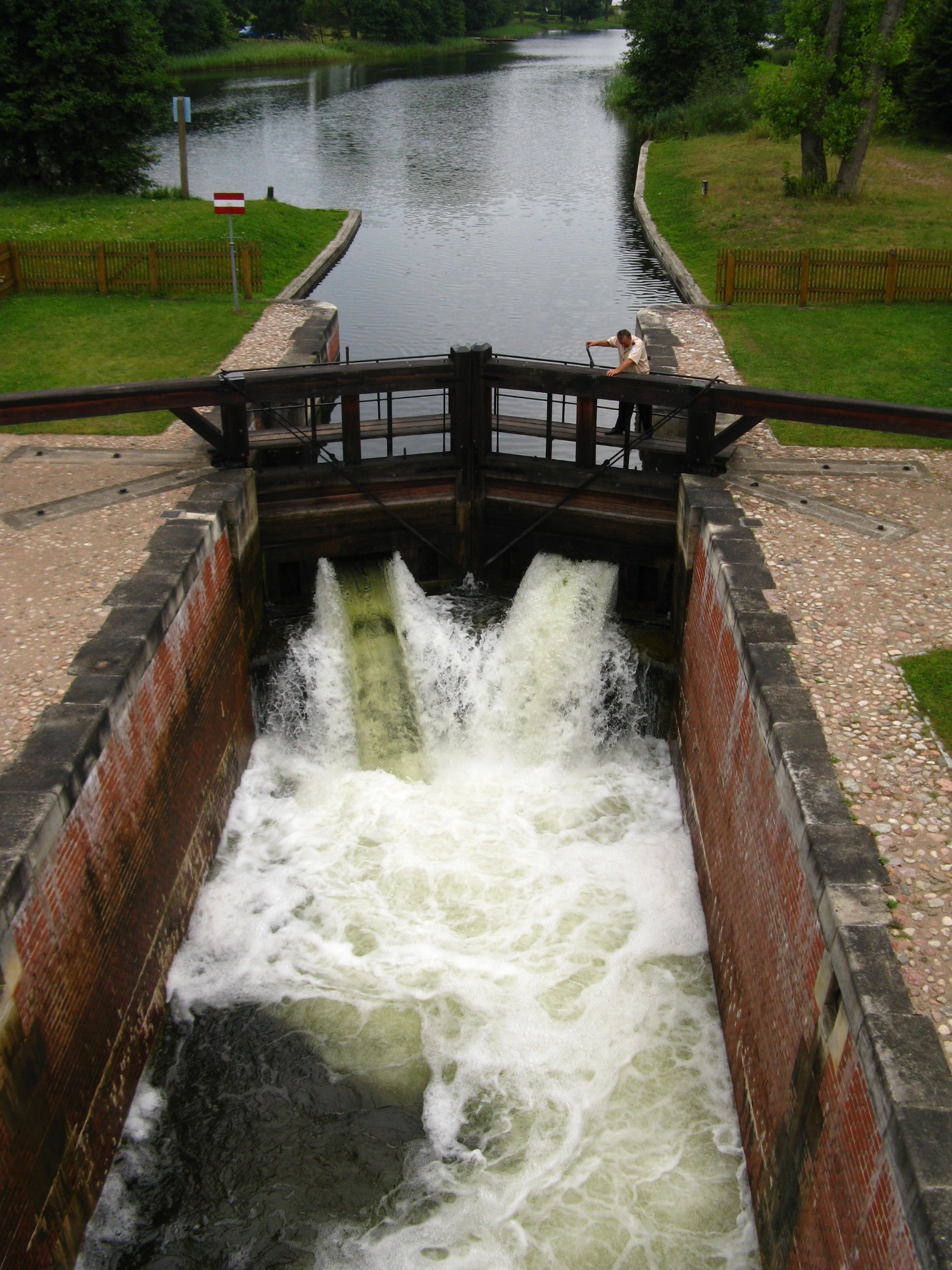
Napełnianie śluzy przez otwory we wrotach wspornych
Śluza Gorczyca

Przepustowość śluzy określona jest zależnością:
{\displaystyle P={\frac {Wt_{n}}{T}},}
gdzie:
- {\displaystyle P} – przepustowość teoretyczna w ciągu 1 roku [t],
- {\displaystyle W} – największa ładowność zestawu pływającego [t],
- {\displaystyle t_{n}} – okres nawigacji (sezon) dna danej drodze wodnej [s].
- {\displaystyle T} – czas śluzowanie [s].

Przepustowość rzeczywista jest mniejsza od teoretycznej, co uwzględnia się stosując odpowiedni współczynnik zmniejszający:
{\displaystyle P_{r}=\ \eta P,}
gdzie: {\displaystyle \eta <1.}
Z powyższej zależności można wyznaczyć dopuszczalny czas śluzowania, przy założonej przepustowości drogi wodnej i dla dopuszczalnej ładowności zestawów wynikającej z klasy drogi wodnej:
{\displaystyle T={\frac {\eta Wt_{n}}{P}}.}

## Kolejność śluzowania

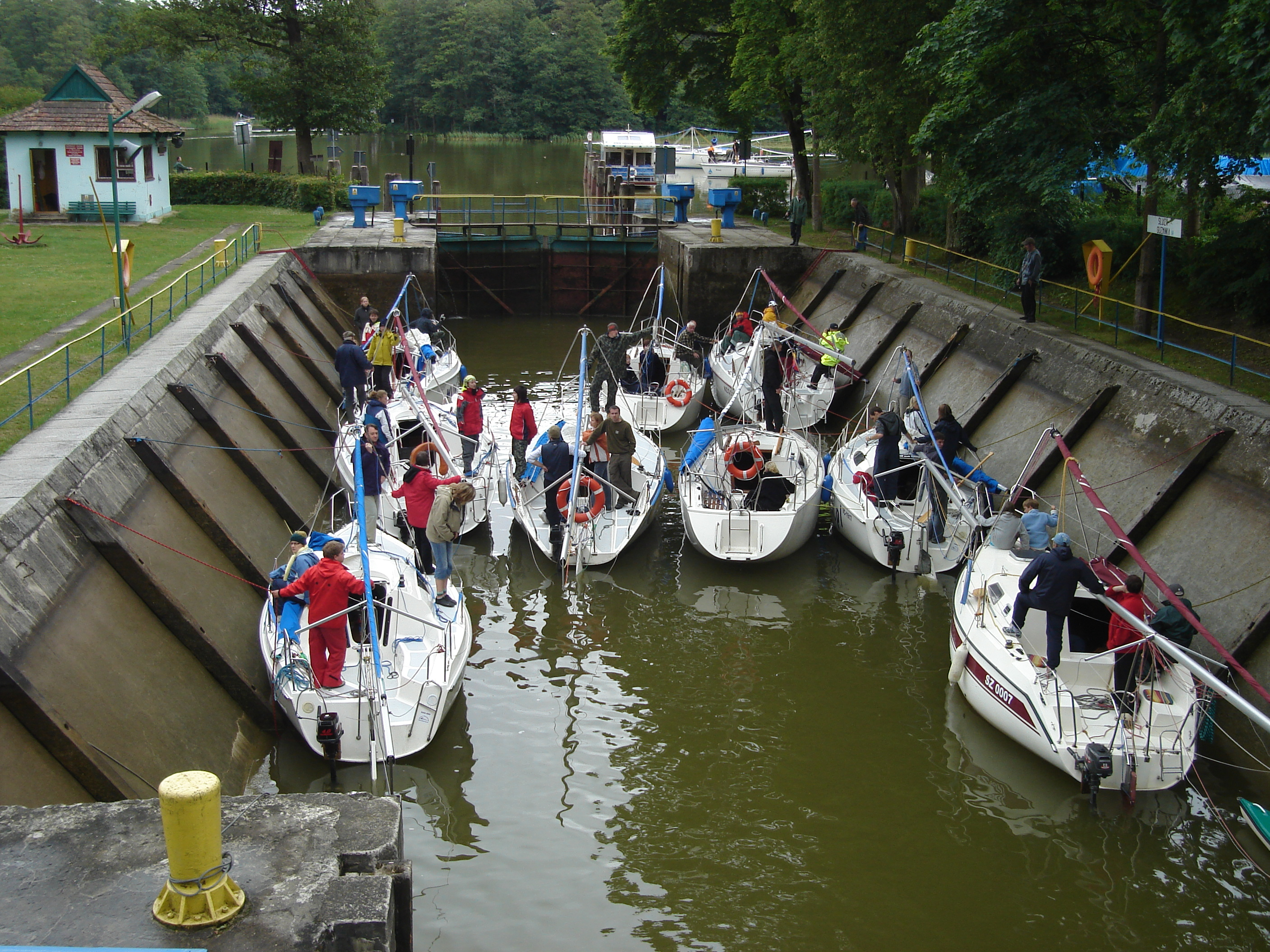
Śluzowanie kilku mniejszych jednostek pływających równocześnie
Śluza Guzianka

Kolejność śluzowania, tj. kolejność w jakiej będą obsługiwane jednostki przybyłe do śluzy, winna uwzględniać wymagania optymalizacji przepustowości śluzy oraz określone priorytety wyboru jednostek w oparciu o inne kryteria niż przepustowość śluzy i odpowiednie przepisy. Najczęściej najpierw śluzowana jest jednostka przybyła pierwsza z kierunku, dla którego poziom wody w kanale jest taki sam jak poziom wody w śluzie. Wejście takiej jednostki do śluzy może bowiem nastąpić już po ewentualnym wykonaniu jedynie otwarcia zamknięcia bez konieczności czasochłonnego napełniania lub opróżniania komory śluzy. Po jej śluzowaniu, tj. po otwarciu zamknięcia komory śluzy i wyjściu jednostki z komory, śluzowana jest jednostka oczekująca po tej stronie stopnia wodnego. Z różnych innych względów czasem mogą być stosowane inne rozwiązania kolejności śluzowania, np. pierwszeństwo śluzowania dla określonych jednostek na danym odcinku drogi wodnej.
Z punktu widzenia teorii masowej obsługi, można stosować różne sposoby określania kolejności obsługi:
- FIFO – pierwszy przybywa, pierwszy obsłużony,
- LIFO – ostatni przybywa, pierwszy obsłużony,
- SIRO – wybór dowolny.

## Zdarzenia losowe w procesie śluzowania
W procesie śluzowania może wystąpić szereg zdarzeń losowych, mających istotny wpływ na przebieg procesu śluzowania. Zdarzenia te podzielić można na dwie zasadnicze grupy:
- zdarzenia wydłużające czas potrzeby do wykonania czynności, przy której nastąpiły, np.
  - nieoczekiwane przeszkody na drodze,
  - duża liczba jednostek oczekujących,
  - konieczność przepuszczenia jednostki uprzywilejowanej,
  - awaria innej jednostki, którą należy odholować do nabrzeża,
- zdarzenia uniemożliwiające proces śluzowania, np.:
  - awaria jednostki,
  - awaria zamknięć (lub awaria innych urządzeń śluzy).

## Ograniczenia i opłaty
Śluzowanie jednostek podlega ograniczeniom i opłatom. Zasady związane ze śluzowaniem ustala właściwy dla danego szlaku wodnego Regionalny Zarząd Gospodarki Wodnej. Ograniczenia mogą dotyczyć:
- sezonu żeglugowego, tj. okresu w jakim mogą nastąpić śluzowania, w pozostałych okresach śluzy mogą być na danym szlaku nieczynne dla śluzowań,
- godzin w okresie doby, w którym prowadzone jest śluzowanie, skorelowane jest także z przystosowaniem danej drogi wodnej do żeglugi nocnej,
- kierunku przepływu (i śluzowania),
- jednostek śluzowanych, wynika to z klasy drogi wodnej, lecz okresowo mogą wystąpić ograniczenia większe niż wynikające z ograniczeń dla danej klasy drogi wodnej,
- maksymalnej liczby śluzowań w określonym czasie
- i inne.

Część powyższych ograniczeń wynika z dostosowania obsługi śluzy do natężenia ruchu, część z warunków hydrotechnicznych i hydrologicznych, np. z ograniczeń w dostępnych zasobach wody, niezbędnej do śluzowania.
Za śluzowanie jednostki pobierana jest opłata. Opłata wnoszona jest na miejscu, u obsługi śluzy, za pokwitowaniem.